# マルコ・スクータロ
マルコス・スクータロ（Marcos "Marco" Scutaro, 1975年10月30日 - ）は、ベネズエラのヤラクイ州サンフェリペ出身の元プロ野球選手（内野手）。右投右打。

## 経歴

### プロ入り前
1975年、ベネズエラのヤラクイ州でイタリア人の父親とスペイン人の母親の間に生まれる。

### プロ入りとインディアンス傘下時代
1994年にクリーブランド・インディアンスと契約を結んだ。

### ブルワーズ傘下時代
2000年8月30日、7月21日に行われたトレードの後日発表選手として、リッチー・セクソン一塁手及びケイン・デービス、ポール・リグドンと共にミルウォーキー・ブルワーズ移籍した（ブルワーズ側からはボブ・ウィックマン投手、スティーブ・ウッダード、ジェイソン・ベアが移籍）。

### メッツ時代
2002年4月5日にニューヨーク・メッツへとトレードされる7月21日のシンシナティ・レッズ戦でメジャーデビュー。

### アスレチックス時代
2003年10月9日にウェイバー公示を経てオークランド・アスレチックスへ移籍した。マーク・エリスが右肩の故障で全休したこともあり、正二塁手としてプレー。遊撃手と三塁手も守りながら、自己最多の137試合に出場し、打率.273・7本塁打・43打点をマーク。また守備面でも、二塁手として123試合に出場し、3失策と堅い守備を見せた（遊撃手では16試合で2失策、三塁手では1試合で無失策。ただし、三塁手は1イニングしか守備に就いていない）。
2005年は、エリスが完全復帰することもあり、開幕時点では内野の控えとしての位置づけであった。しかし、前年に新人王を獲得したボビー・クロスビーが故障で長期欠場したこともあり、主に遊撃手として一塁手以外の内野とメッツ時代以来となる左翼手を守りながら118試合に出場。自己ベストとなる9本塁打・5盗塁をマーク。
2006年開幕前の3月に第1回WBCのベネズエラ代表に選出された。父がイタリア人であるため、イタリア代表を選ぶことも出来たが、スクータロは生まれ故郷のベネズエラの代表としてプレーすることを選択。大会中は内野のユーティリティープレイヤーとして活躍した。

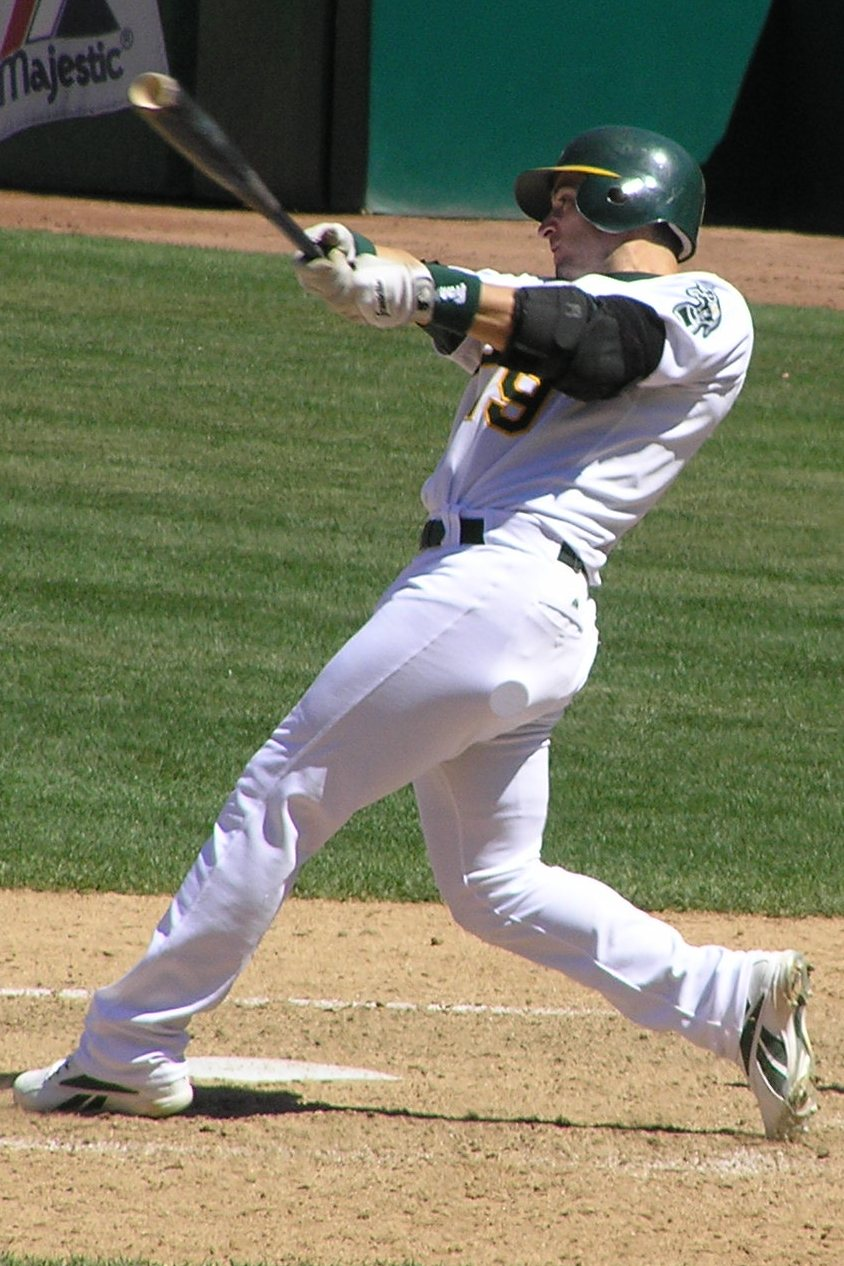
2006年8月24日

シーズンでは好機に勝負強さを発揮し、「クラッチヒッター」と評価された。ミネソタ・ツインズとのディビジョンシリーズ第3戦では、試合を決定付ける3点二塁打を放ち、チームのリーグチャンピオンシップシリーズに貢献した。
2007年は、前年より出場試合数が減ったものの、内野のユーティリティープレイヤーとして安定した成績を残す。

### ブルージェイズ時代
2007年11月8日に、トロント・ブルージェイズにマイナー2投手とのトレードで移籍した。
2008年は、新天地で遊撃のレギュラーの座を掴み取り、自己最高の145試合に出場。安打数、打点、得点で自己最高成績をマークした。
2009年開幕前の3月に第2回WBCのベネズエラ代表に選出され、2大会連続2度目の選出を果たした。大会中は主に「9番・遊撃手」として活躍した。

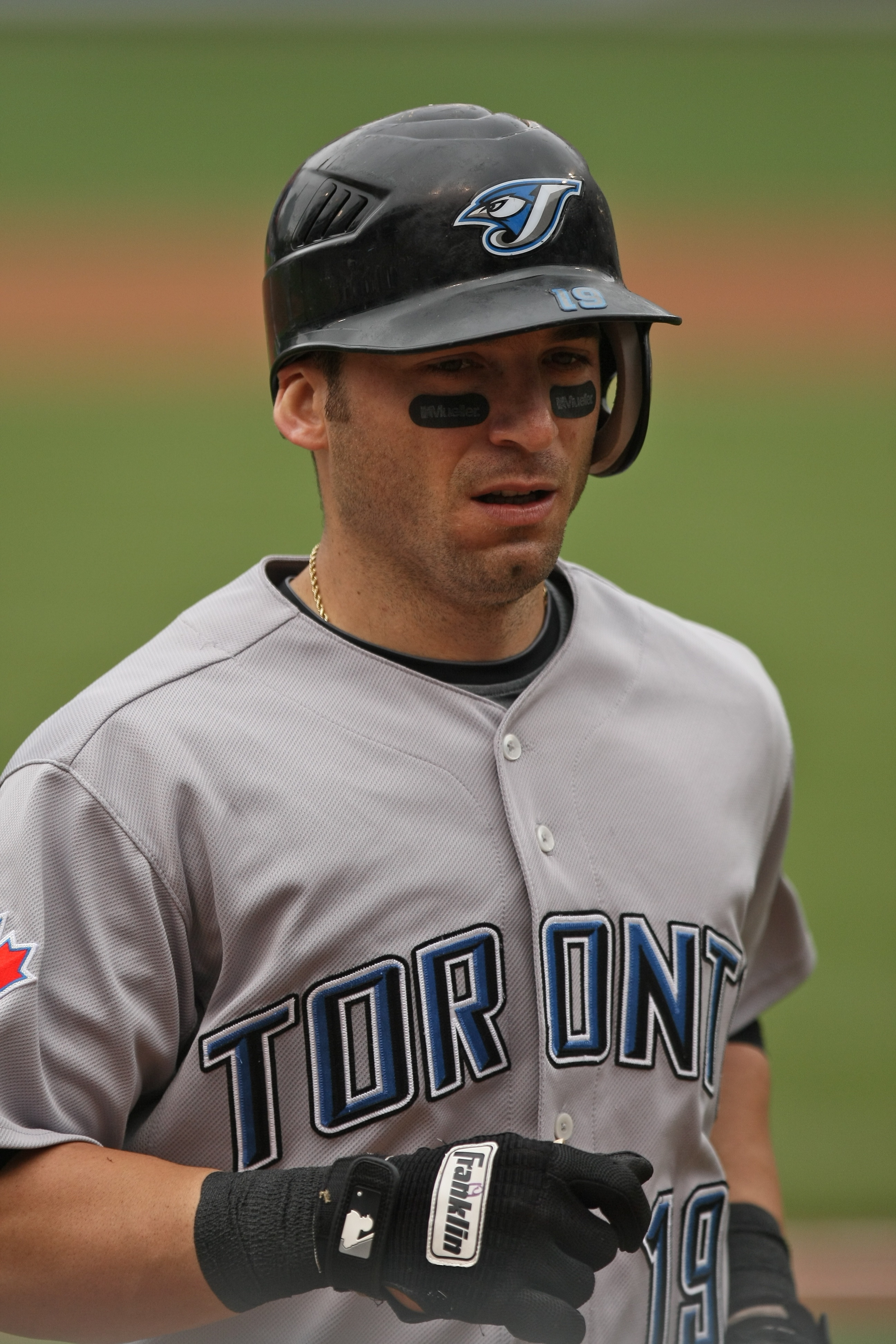
2009年5月27日

シーズンでは、不動の「1番・遊撃手」としてチームを牽引、自身初の100得点などキャリアハイの成績を残した。11月6日にFAとなった。

### レッドソックス時代
2009年12月3日、2年1000万ドル（3年目は600万ドルの球団オプションか300万ドルの選手オプション）でボストン・レッドソックスに移籍。

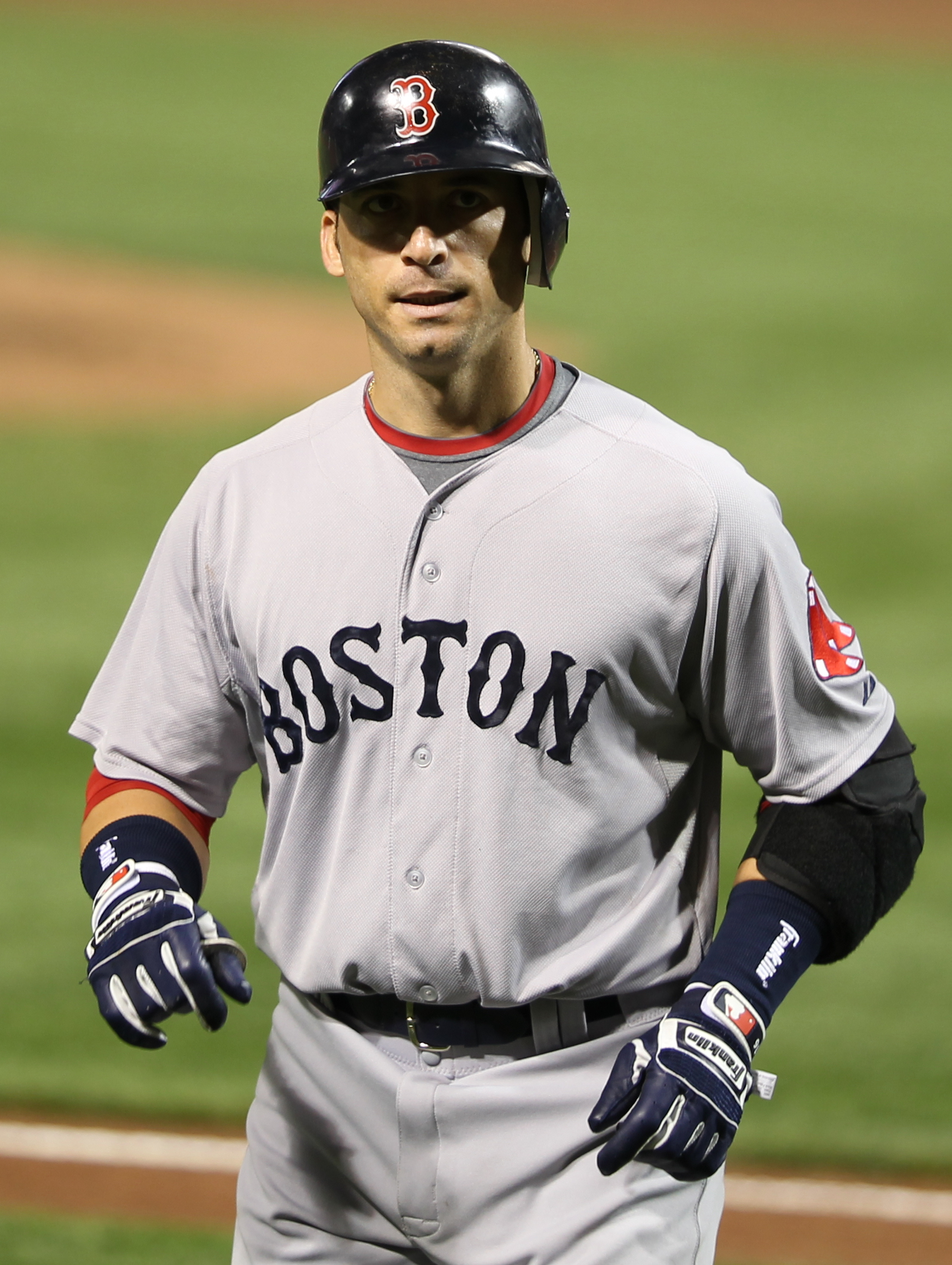
2011年4月28日

2010年は開幕直後は「9番・遊撃」としての出場が多かったが、ジャコビー・エルズベリーが長期離脱したことにより後半戦は1番打者として起用されることが増えた。打撃成績は前年の水準には達しなかったが、自己最多の150試合に出場した。
2011年の前半戦はジェド・ラウリーにポジションを譲ることが多かったが、後半戦にはレギュラーに復帰。9月には大失速したチームの中で1人気を吐き、月間打率.387をマーク。規定打席には到達しなかったが、打率.299は自己ベストだった。10月30日に600万ドルの球団オプションが行使され、2012年もレッドソックスに残留することが決まった。

### ロッキーズ時代

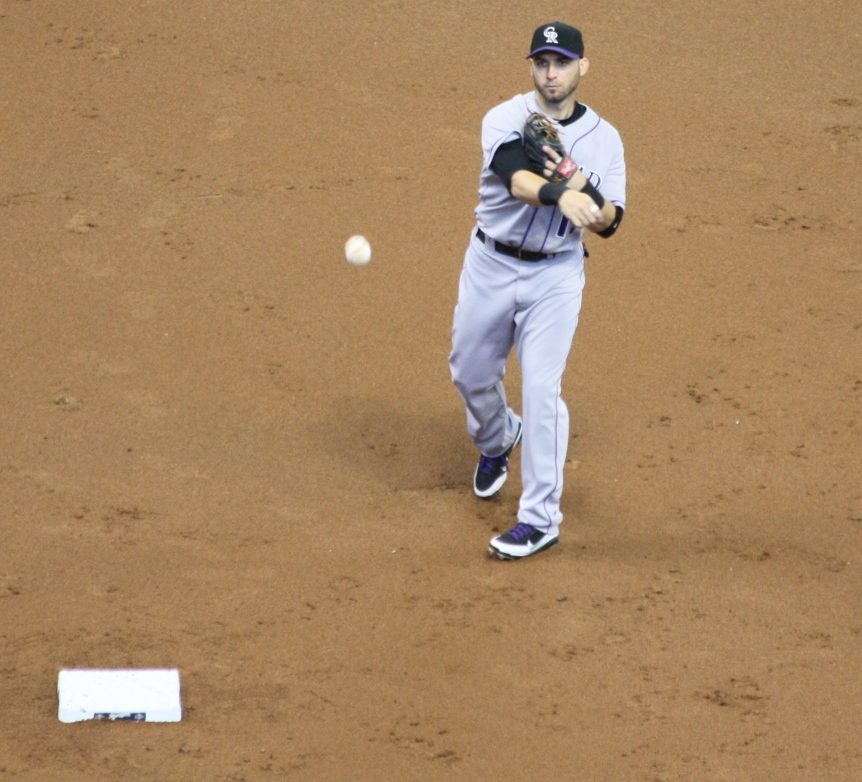
2012年4月22日

2012年1月21日にクレイトン・モーテンセンとのトレードでコロラド・ロッキーズへ移籍した。

### ジャイアンツ時代
2012年7月27日にはチャーリー・カルバーソンとのトレードでサンフランシスコ・ジャイアンツへ移籍。ジャイアンツ移籍後は打撃好調で、シーズンの打率は初めて3割をクリアした。セントルイス・カージナルスとのNLCSではMVPを獲得した。オフにFAとなったが、12月5日に3年2000万ドルでの再契約が決まった。
2013年開幕前の3月に第3回WBCのベネズエラ代表に選出され、3大会連続3度目の選出を果たした。
2014年は、開幕をDL入りで迎えた。7月に復帰し5試合に出場したが、背中を負傷しそのままシーズンを終えた。
2015年1月21日に青木宣親の加入に伴ってDFAとなり40人枠を外れ、28日に自由契約となる。6月17日にジャイアンツとメジャー契約で再契約し、60日間の故障者リスト入りした。11月2日にFAとなった。

## 選手としての特徴
アスレチックス時代までは、主に内野のバックアップとして二遊間を中心に三塁、レフトも守るユーティリティープレイヤーとして、毎年控え内野手や故障した選手の穴埋めとして100試合以上に出場していた。ブルージェイズ移籍には一塁まで守ったが、移籍2年目以降は遊撃手のレギュラーとして活躍した。ロッキーズ以降はレギュラー二塁手としてプレーした。

## 詳細情報

### 年度別打撃成績
| 年 度     | 球 団     | 試 合 | 打 席 | 打 数 | 得 点 | 安 打 | 二 塁 打 | 三 塁 打 | 本 塁 打 | 塁 打 | 打 点 | 盗 塁 | 盗 塁 死 | 犠 打 | 犠 飛 | 四 球 | 敬 遠 | 死 球 | 三 振 | 併 殺 打 | 打 率 | 出 塁 率 | 長 打 率 | O P S |
| --------- | --------- | ----- | ----- | ----- | ----- | ----- | -------- | -------- | -------- | ----- | ----- | ----- | -------- | ----- | ----- | ----- | ----- | ----- | ----- | -------- | ----- | -------- | -------- | ----- |
| 2002      | NYM       | 27    | 38    | 36    | 2     | 8     | 0        | 1        | 1        | 13    | 6     | 0     | 1        | 1     | 1     | 0     | 0     | 1     | 11    | 1        | .222  | .216     | .361     | .577  |
| 2003      | NYM       | 48    | 91    | 75    | 10    | 16    | 4        | 0        | 2        | 26    | 6     | 2     | 0        | 1     | 1     | 13    | 2     | 1     | 14    | 1        | .213  | .333     | .347     | .680  |
| 2004      | OAK       | 137   | 477   | 455   | 50    | 124   | 32       | 1        | 7        | 179   | 43    | 0     | 0        | 5     | 1     | 16    | 1     | 0     | 58    | 9        | .273  | .297     | .393     | .690  |
| 2005      | OAK       | 118   | 423   | 381   | 48    | 94    | 22       | 3        | 9        | 149   | 37    | 5     | 2        | 4     | 2     | 36    | 1     | 0     | 48    | 6        | .247  | .310     | .391     | .701  |
| 2006      | OAK       | 117   | 423   | 365   | 52    | 97    | 21       | 6        | 5        | 145   | 41    | 5     | 1        | 3     | 5     | 50    | 0     | 0     | 66    | 16       | .266  | .350     | .397     | .747  |
| 2007      | OAK       | 104   | 379   | 338   | 49    | 88    | 13       | 0        | 7        | 122   | 41    | 2     | 1        | 2     | 2     | 35    | 1     | 2     | 40    | 13       | .260  | .332     | .361     | .693  |
| 2008      | TOR       | 145   | 592   | 517   | 76    | 138   | 23       | 1        | 7        | 184   | 60    | 7     | 2        | 6     | 7     | 57    | 0     | 5     | 65    | 8        | .267  | .341     | .356     | .697  |
| 2009      | TOR       | 144   | 680   | 574   | 100   | 162   | 35       | 1        | 12       | 235   | 60    | 14    | 5        | 5     | 7     | 90    | 0     | 4     | 75    | 12       | .282  | .379     | .409     | .789  |
| 2010      | BOS       | 150   | 695   | 632   | 92    | 174   | 38       | 0        | 11       | 245   | 56    | 5     | 4        | 4     | 3     | 53    | 1     | 3     | 71    | 13       | .275  | .333     | .388     | .721  |
| 2011      | BOS       | 113   | 445   | 395   | 59    | 118   | 26       | 1        | 7        | 167   | 54    | 4     | 2        | 7     | 4     | 38    | 1     | 1     | 36    | 12       | .299  | .358     | .423     | .781  |
| 2012      | COL       | 95    | 415   | 377   | 47    | 102   | 16       | 3        | 4        | 136   | 30    | 7     | 3        | 4     | 3     | 27    | 0     | 4     | 35    | 5        | .271  | .324     | .361     | .684  |
| 2012      | SF        | 61    | 268   | 243   | 40    | 88    | 16       | 1        | 3        | 115   | 44    | 2     | 1        | 6     | 6     | 13    | 0     | 0     | 14    | 7        | .362  | .385     | .473     | .859  |
| '12計     | SF        | 156   | 683   | 620   | 87    | 190   | 32       | 4        | 7        | 251   | 74    | 9     | 4        | 10    | 9     | 40    | 0     | 4     | 49    | 12       | .306  | .348     | .405     | .753  |
| 2013      | SF        | 127   | 547   | 488   | 57    | 145   | 23       | 3        | 2        | 180   | 31    | 2     | 0        | 9     | 3     | 45    | 0     | 2     | 34    | 13       | .297  | .357     | .369     | .726  |
| 2014      | SF        | 5     | 13    | 11    | 1     | 1     | 0        | 0        | 0        | 1     | 0     | 0     | 0        | 1     | 0     | 1     | 0     | 0     | 3     | 1        | .091  | .167     | .091     | .258  |
| MLB：13年 | MLB：13年 | 1391  | 5486  | 4887  | 683   | 1355  | 269      | 21       | 77       | 1897  | 509   | 55    | 22       | 58    | 45    | 474   | 7     | 22    | 570   | 117      | .277  | .341     | .388     | .729  |

- 各年度の太字はリーグ最高

### 獲得タイトル・表彰・記録
- MLBオールスターゲーム選出：1回（2013年）
- ナショナルリーグ・リーグチャンピオンシップシリーズMVP：1回（2012年）

### 背番号
- 26 (2002年 - 2003年)
- 49 (2004年)
- 19 (2005年 - 2009年、2012年 - 2014)
- 16 (2010年)
- 10 (2011年)

### 代表歴
- 2006 ワールド・ベースボール・クラシック・ベネズエラ代表
- 2009 ワールド・ベースボール・クラシック・ベネズエラ代表
- 2013 ワールド・ベースボール・クラシック・ベネズエラ代表